# Kuvajtská kuchyně

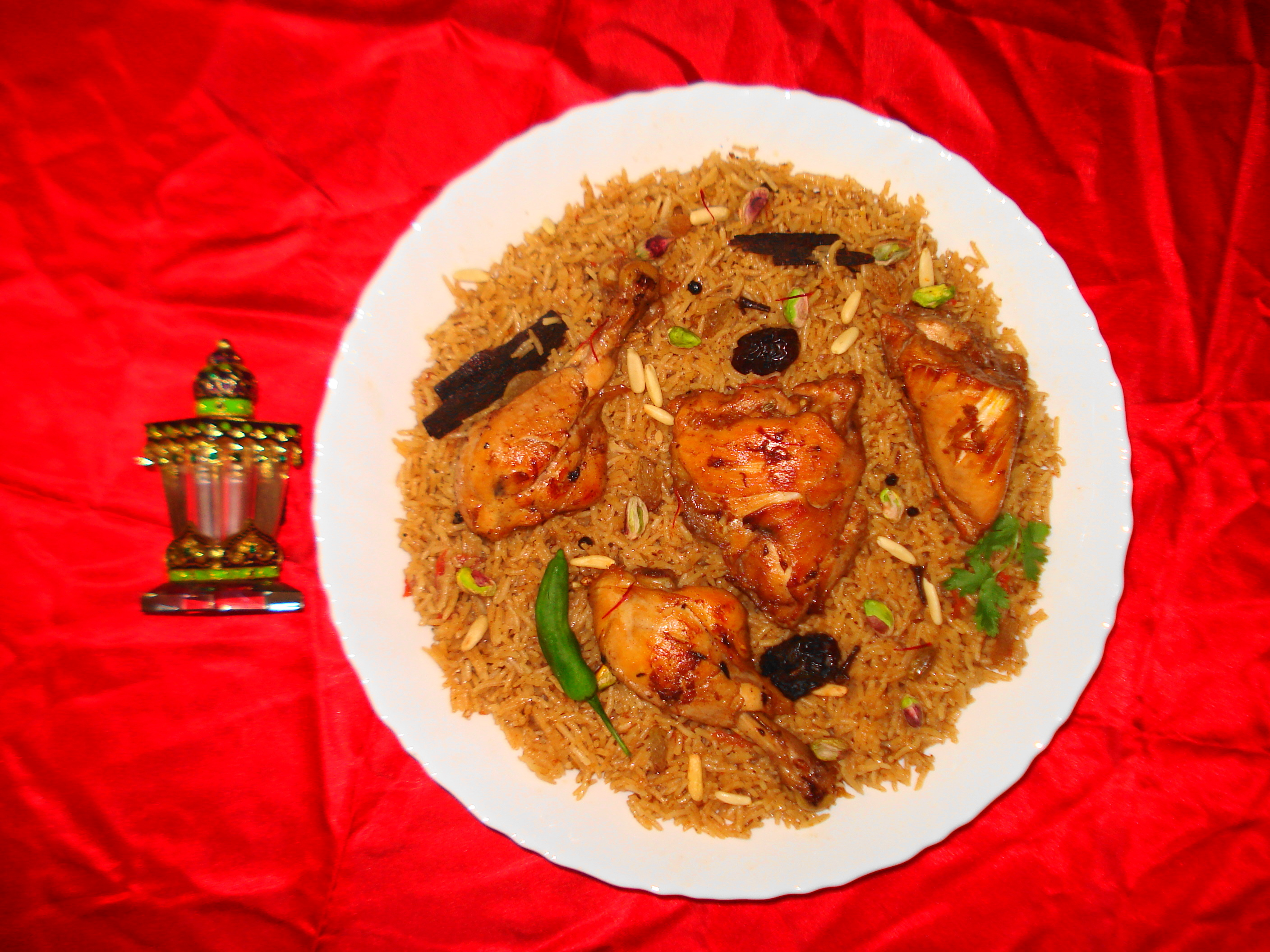
Makbús

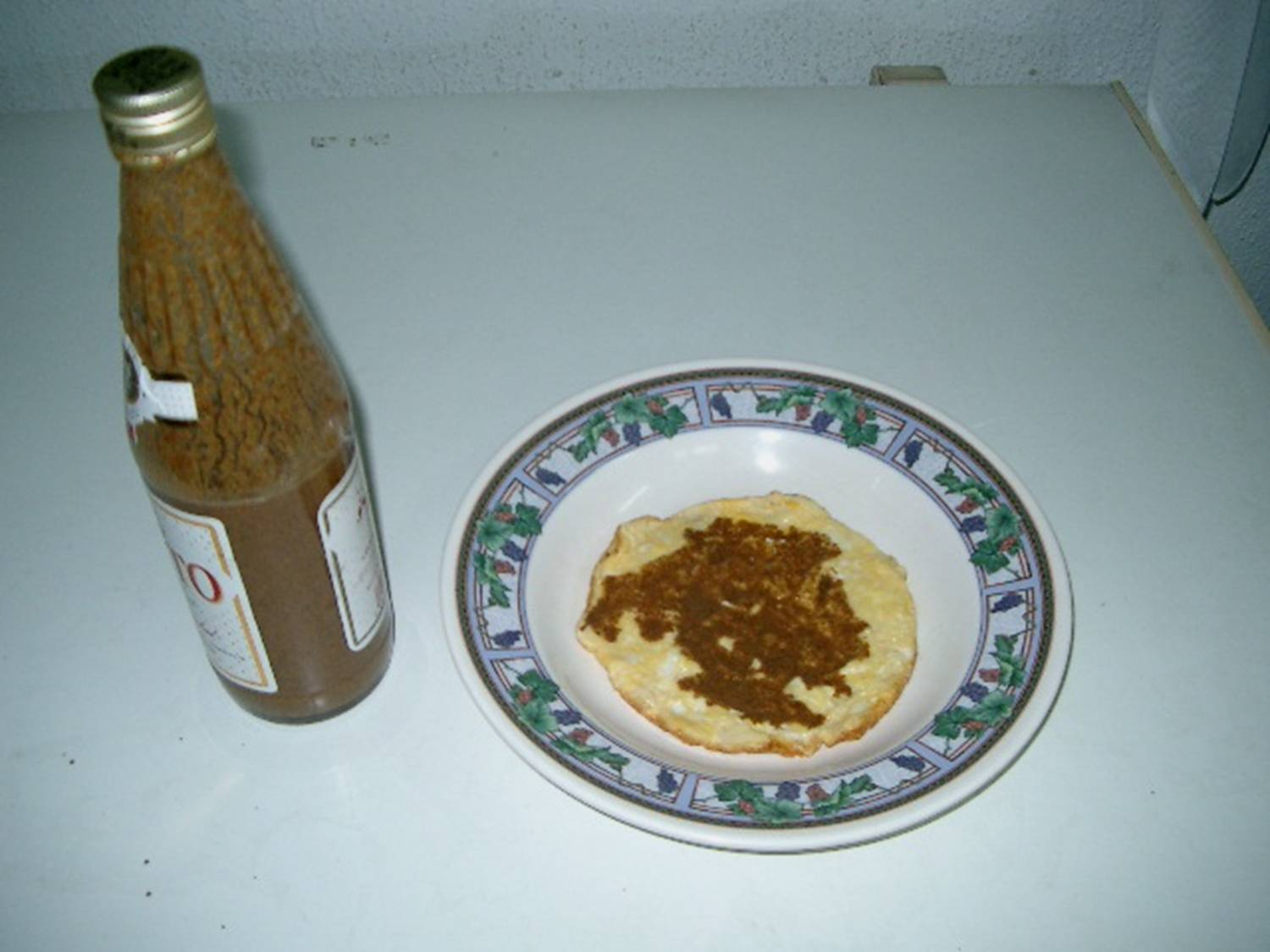
Omáčka mahyawa s chlebem

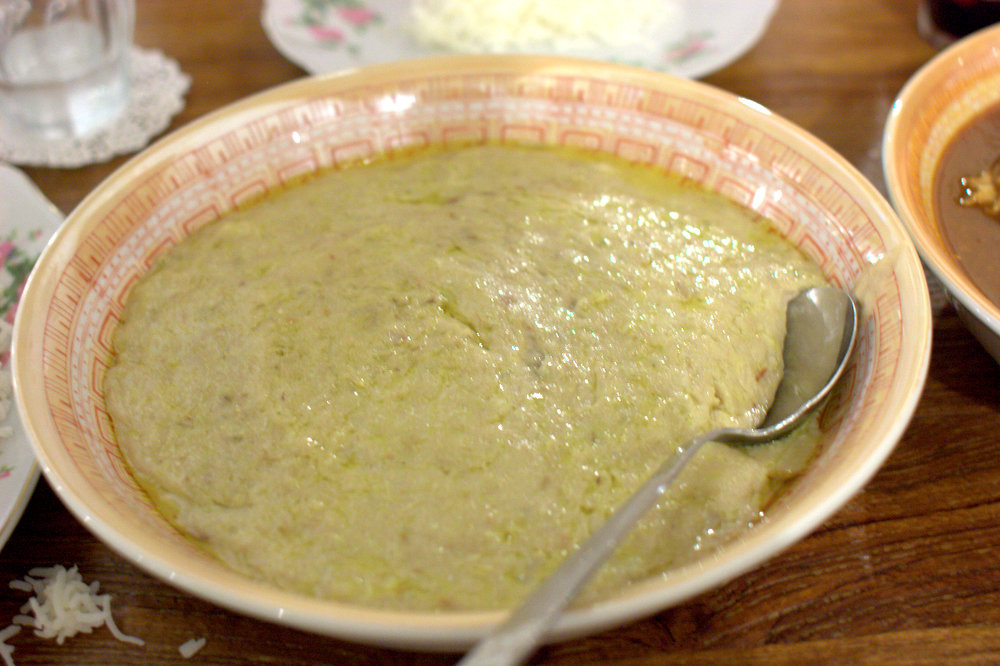
Harís

Kuvajtská kuchyně (arabsky: مطبخ كويتي) vychází z arabské kuchyně, ale byla ovlivněna i perskou, indickou a středomořskou kuchyní. Mezi důležité suroviny kuvajtské kuchyně patří rýže, ryby a mořské plody. Konzumace alkoholických nápojů a vepřového masa je zakázáno zákonem (z náboženských důvodů).

## Příklady kuvajtských pokrmů
Příklady kuvajtských pokrmů:
- Různé druhy chleba (aiš, khubz)
- Mahyawa, původem íránská rybí omáčka, omáčka z fermentovaných ryb, podávaná k chlebu[3]
- Různé rýžové směsi, například makbús (kabsa) nebo biryani
- Harís, kaše z pšenice a masa, často posypané skořicí[4]
- Falafel, smažené kuličky z cizrny
- Hummus, cizrnová pasta
- Čočková polévka[5]

## Příklady kuvajtských nápojů
Příklady kuvajtských nápojů:
- Čaj, často podávaný se skořicí nebo se šafránem
- Káva
- Lumi, odvar ze sušených limetek